# Viaduc de Lorraine
Le viaduc de Lorraine (Lorraineviadukt en allemand) est un viaduc ferroviaire de 1 092 m de long situé dans la ville de Berne, en Suisse, ouvert à la circulation en 1941. Il relie la gare de Berne avec Berne-Wylerfeld en passant au-dessus de l'Aar. L'appellation officielle ferroviaire du pont est Lorraine, sans l'adjonction viaduc. Lors de sa mise en service, le viaduc de Lorraine était le plus long pont ferroviaire de Suisse, ce qu'il restera jusqu'à l'ouverture du viaduc de Hardturm en 1969 avec ses 1 126 m de long.
Le pont de Lorraine est parallèle au viaduc du même nom, en amont de la rivière.

## Historique
Le viaduc a été construit entre 1936 et 1941 dans le cadre du nouveau tracement à quatre voies de la ligne de chemin de fer. Entre autres, l'ouvrage a remplacé le Pont Rouge datant de 1858, et qui ne permettait plus à deux trains de circuler en même temps pour traverser l'Aar.
Le 12 juin 1941, un test est réalisé avec une charge d'essai de vingt locomotives à vapeur.

## Construction
La structure se compose de quatre ponts consécutifs, qui sont en grande partie en béton armé. Ce sont le viaduc Talwegmulde, qui fait 400 m de long, reposant sur une construction à ossature avec des portées standard de 27,07 m. Suit le viaduc Lorraineplateau, long de 199 m, avec une construction en forme de champignon et des portées mesurant entre 7,5 m et 11,06 m. Le pont sur l'Aar est le pont principal, une structure en arceau de 327 m de long. La dernière partie est le viaduc Schützenmatt, qui enjambe la Schützenmattstrasse et le Schützenmatte ainsi que la Neubrückstrasse sur 199 m. Les ponts individuels sont séparés au niveau des culées ou des piliers de séparation, où la dilatation longitudinale des ponts est absorbée.
Le pont principal sur l'Aar est une construction en pur béton armé. Il se compose d'un pont en arc de 150 m en béton armé ainsi que des rampes d'accès des deux côtés avec des portées standard de 27 m.

### Viaduc de Lorraine pendant la construction

Construction de l'échafaudage en bois, 16 février 1938
2 mars 1938
26 avril 1938
Vue depuis le pont Rouge, 26 avril 1938
Préparation des pièces de l'échafauadage en bois à la Reitschule
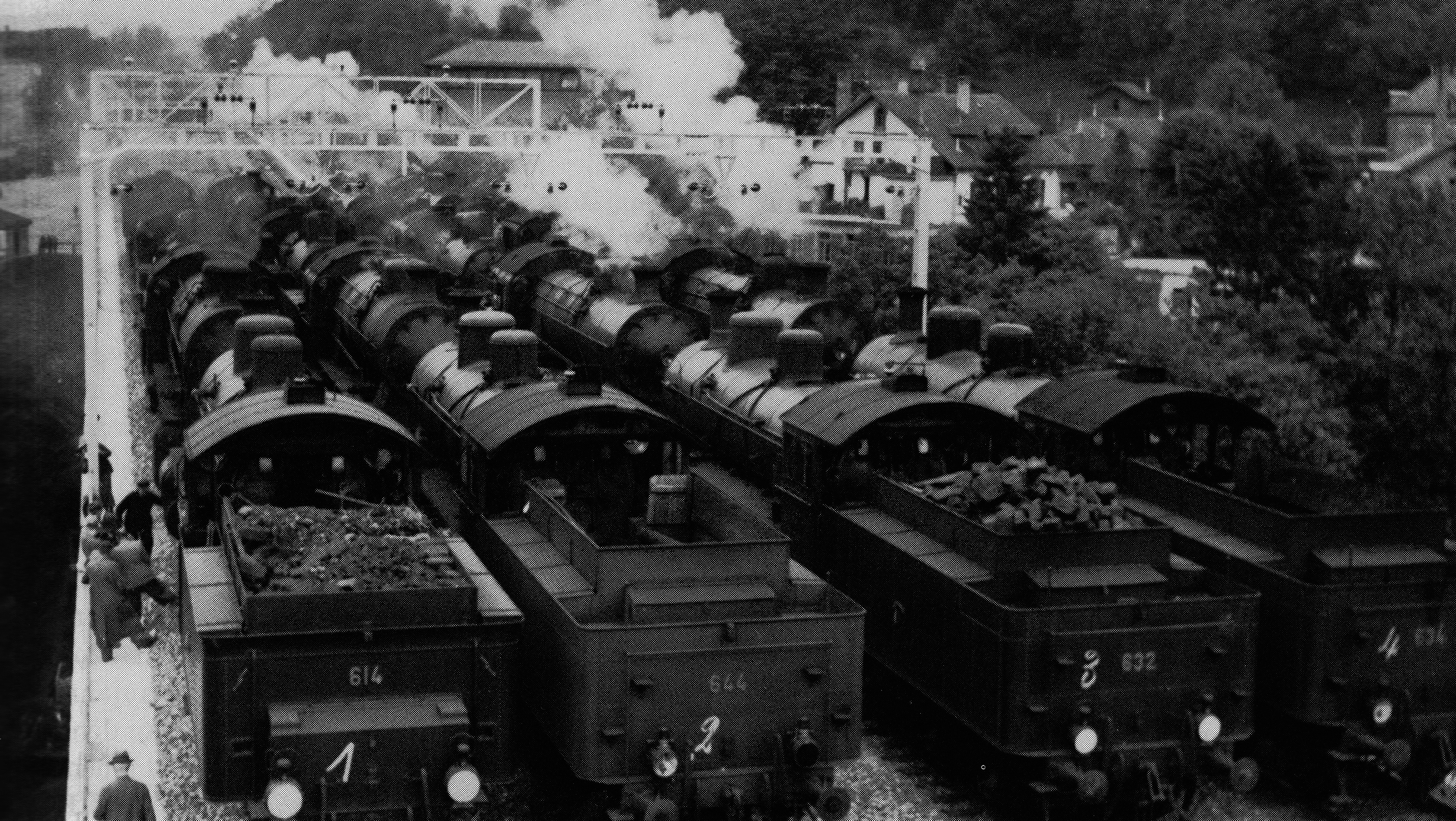
Charge d'essai avec 20 locomotives à vapeur, 12 juin 1941